# وزارت خواربار (ایران)
وزارت خواربار این وزارت‌خانه پس از آغاز جنگ جهانی دوم، و در زمان نخست‌وزیری احمد قوام برای اولین بار تأسیس شد، و در دومین دورهٔ نخست‌وزیری علی سهیلی نیز ادامه داشت، اما در دورهٔ نخست‌وزیری محمد ساعدمراغه‌ای منحل شد.

## قبل از وزارتخانه

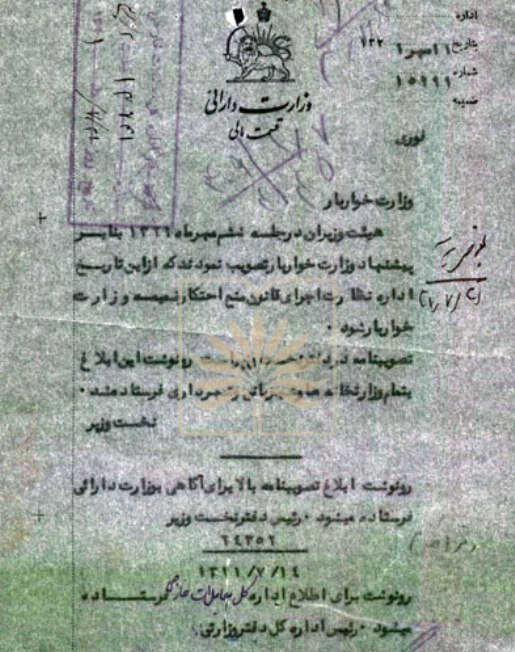
انتقال اداره نظارت بر قانون منع احتکار از وزارت داریی به وزارت خواربار

قبل از اینکه وزارت خواربار ایران تشکیل شود، این وزارتخانه، اداره کلی بود زیر نظر وزارت دارایی؛ امان‌الله اردلان ملقب به حاج عزالممالک، وزیر دارایی که یکی از رؤسای این اداره به‌شمار می‌رفت، می‌نویسد: «به واسطه جنگ بین‌المللی و ورود قشون خارجی وضعیت خوار بار کشور عموماً و نان خصوصاً بسیار مشکل شده بود. من مأموران لایق و طرف اعتماد وزارت دارایی و سایر وزارتخانه‌ها را به اداره کل خواربار انتقال دادم… در تصویب‌نامه تصریح شده بود که رئیس خوار بار تحت ریاست مستقیم نخست‌وزیر است و شب‌ها تا نصف شب، من بیدار بودم و به کارهای مربوط به خواربار و نان تهران رسیدگی می‌کردم.»

## چگونگی و چرایی تأسیس
پس از علی سهیلی، احمد قوام که پیش از این دو دوره در دوران سلطنت احمد شاه قاجار نخست‌وزیر بود، برای اولین بار در دورهٔ پهلوی و به سومین نخست‌وزیر دورهٔ پهلوی دوم منتصب می‌شود. وی در تاریخ ۱۸ مرداد ۱۳۲۱ کابینهٔ خود را به مجلس معرفی می‌کند، و پیش از معرفی کابینه نطقی ایراد کرده و در پایان برنامهٔ کلی دولت خود را اعلام می‌کند:
1. در سیاست خارجی رعایت کامل مصالح کشور و اجرای پیمان و قراردادهای جاری و مخصوصاً همکاری نزدیک با دولت‌هایی که منافع ایران با منافع آن‌ها ارتباط کامل دارد.
2. بسط و توسعه امنیت در سراسر کشور.
3. تأمین خواربار و دارو به جهت عموم اهالی

قوام در کنار ارائه خود از پیشنهاد تأسیس وزارت جدیدی سخن می‌گوید: «... ضمناً از لحاظ اهمیتی که دولت برای امور اقتصادی و امر خواربار قائل است در نظر دارد وزارت مستقلی برای این منظور تأسیس نماید لیکن اقدام در این باب و معرفی وزیر مسئول آن موکول به آن خواهد بود که لایحه آن تقدیم و به تصویب برسد.».
قوام در تاریخ ۲ مهر ۱۳۲۱ مهدی فرخ را به عنوان وزیر خواربار به امر ملوکانه به مجلس معرفی می‌کند، و در زمان معرفی وزیر لایحهٔ پیشنهاد تأسیس وزارت خواربار را نیز به مجلس ارائه می‌کند: «به طوری که آقایان مطلع هستند در برنامه پیش‌بینی شده بود که تأسیس وزارت خواربار بشود در این مدت دولت مشغول مطالعه بود و لایحهٔ قانونی آن فعلاً تهیه شده و تقدیم مجلس می‌شود و برحسب امر ملوکانه آقای مهدی فرخ [برای] سمت وزارت خواربار به مجلس شورای ملی معرفی می‌شوند.»
این لایحه برای بررسی به کمیسیون بودجه مجلس ارجاع داده می‌شود، و در جلسهٔ نود و نهم مجلس سیزدهم شورای ملی گزارش کمیسیون بودجه راجع به تأسیس وزارت خواربار قرائت می‌شود، این گزارش از یک ماده و یک تبصره تشکیل شده‌است: «ماده اول: دولت مجاز است برای تمرکز امور خواربار و تأمین آذوقه کشور وزارتی به نام وزارت خواربار تأسیس نمایند. ...» در تبصرهٔ این گزارش آمده: «حوایج وزارت خواربار به وسایط نقلیه و لوازم آن مقدم بر کل حوایج اشخاص و ادارات دیگر خواهد بود و وزارت راه مکلف است هر مقدار واگن راه‌آهن که مورد احتیاج وزارت خواربار باشد به تشخیص و تقاضای وزارت خواربار مقدم بر تمام تقاضاها و محمولات شناخته و در اختیار وزارت خواربار بگذارد و نیز کلیه وزاتخانه‌ها و ادارات و شرکت‌ها و بنگاه‌ها مکلفند درخواست‌های وزارت خواربار را در خصوص وسایط نقلیه و لوازم آن مقدم بر هر حاجت دیگر قبول نموده و به موقع اجرا بگذارند.» پس از بحث فراوان بر روی پیشنهادات نمایندگان و حتی تغییر نام وزارت خواربار به وزارت ارزاق، نهایتاً رای‌گیری انجام و لایحهٔ تصویب وزارت خواربار با ۹۱ رای مثبت از ۹۴ نمایندهٔ حاضر تصویب می‌شود.
در زمان نخست‌وزیری احمد قوام، و ریاست مهدی فرخ بر وزارت جدیدالتأسیس خواربار، در ۱۷ آذر ۱۳۲۱، در پی گرسنگی و قحطی، شورشی در تهران رخ داد که بلوای نان مشهور شد. این شورش که با اشغال مجلس، و آتش زدن خانهٔ احمد قوام توسط معترضان همراه بود، نهایتاً توسط سپهبد امیراحمدی که به درخواست قوام، توسط محمدرضا شاه پهلوی به عنوان فرماندار نظامی تهران منصوب شد، به پایان رسید. قوام که از ابتدای تشکیل کابینه تصدی وزارت جنگ را خود به عهده گرفت بود، برای تقدیر از سپهبد امیراحمدی در تاریخ ۲ دی ۱۳۲۱ وی را برای این سمت به مجلس معرفی کرد. کابینه احمد قوام چندان دوام نمی‌آورد، و در تاریخ ۲۸ بهمن ۱۳۲۱ علی سهیلی برای دومین بار به نخست‌وزیری انتخاب می‌شود. علی سهیلی در دوران اولین نخست‌وزیری محمدعلی فروغی در زمان سلطنت محمدرضا پهلوی، و پس از اشغال ایران توسط دول اتحاد جماهیر شوروی و انگلیس وزیر امور خارجه بود، او در تنظیم اتحاد پیمان اتحاد سه‌گانه، با سر ریدر ویلیام بولادر، وزیر مختار انگلیس در ایران و آندره آندریویچ اسمیرنوف سفیر اتحاد جماهیر شوروی در ایران همکاری داشت.
سهیلی پس از انتخاب شدن به عنوان نخست‌وزیر، در تاریخ ۱۳ اسفند ۱۳۲۱، سیدمحمد تدین‌بیرجندی را به عنوان دومین وزیر خواربار ایران انتخاب می‌کند، دومین وزیر خواربار در تاریخ ایران، آخرین آن‌ها هم بود، در ۲۳ تیر ۱۳۲۲ از سمت وزیر خواربار برکنار، و به عنوان وزیر مشاور و سپس وزیر کشور در کابینهٔ سهیلی ادامه داد. پس از تدین عملاً وزارت خواربار منحل شد.

## وزراء خواربار
| ردیف | نام                         | تصویر | آغاز تصدی    | پایان تصدی   | پیش از       | پس از       | کابینه    | منبع  |
| ---- | --------------------------- | ----- | ------------ | ------------ | ------------ | ----------- | --------- | ----- |
| ۱    | سیدمهدی فرخ (۱۲۶۵-۱۳۵۲ ش.)  |       | ۲ مهر ۱۳۲۱   | ۲۴ بهمن ۱۳۲۱ | سیدمحمد تدین |             | احمد قوام | [ ۴ ] |
| ۲    | سیدمحمد تدین (۱۲۶۰-۱۳۳۰ ش.) |       | ۱۳ اسفند۱۳۲۱ | ۲۳ تیر ۱۳۲۲  |              | سیدمهدی فرخ | علی سهیلی |       |